# Giro di Danimarca 1997
Il Giro di Danimarca 1997, settima edizione della corsa, si svolse dal 6 al 10 agosto 1997 su un percorso di 857 km ripartiti in 6 tappe, con partenza da Horsens e arrivo a Frederiksberg. Fu vinto dall'olandese Servais Knaven della TVM-Farm Frites, davanti ai danesi Peter Meinert Nielsen e Jesper Skibby.

## Tappe
| Tappa  | Data      | Percorso                                    | km  | Vincitore di tappa | Leader cl. generale |
| ------ | --------- | ------------------------------------------- | --- | ------------------ | ------------------- |
| 1ª     | 6 agosto  | Horsens > Esbjerg                           | 163 | Nicola Minali      | Nicola Minali       |
| 2ª     | 7 agosto  | Ribe > Sønderborg                           | 169 | Giovanni Lombardi  | Robbie McEwen       |
| 3ª     | 8 agosto  | Nordborg > Haderslev                        | 118 | Christian Henn     | Giovanni Lombardi   |
| 4ª     | 8 agosto  | Middelfart > Middelfart (cron. individuale) | 19  | Uwe Peschel        | Servais Knaven      |
| 5ª     | 9 agosto  | Kolding > Odense                            | 235 | Jacek Mickiewicz   | Servais Knaven      |
| 6ª     | 10 agosto | Slagelse > Frederiksberg                    | 153 | Giovanni Lombardi  | Servais Knaven      |
| Totale | Totale    | Totale                                      | 857 |                    |                     |

## Dettagli delle tappe

### 1ª tappa
- 6 agosto: Horsens > Esbjerg – 163 km

| Pos. | Corridore      | Squadra  | Tempo    |
| ---- | -------------- | -------- | -------- |
| 1    | Nicola Minali  | Batik    | 3h33'59" |
| 2    | Robbie McEwen  | Rabobank | s.t.     |
| 3    | Fabrizio Guidi | Scrigno  | s.t.     |

| Pos. | Corridore      | Squadra  | Tempo    |
| ---- | -------------- | -------- | -------- |
| 1    | Nicola Minali  | Batik    | 3h33'49" |
| 2    | Fabrizio Guidi | Scrigno  | a 1"     |
| 3    | Robbie McEwen  | Rabobank | a 4"     |

### 2ª tappa
- 7 agosto: Ribe > Sønderborg – 169 km

| Pos. | Corridore         | Squadra  | Tempo    |
| ---- | ----------------- | -------- | -------- |
| 1    | Giovanni Lombardi | Telekom  | 4h11'30" |
| 2    | Robbie McEwen     | Rabobank | a 4"     |
| 3    | Juris Silovs      | Schauff  | s.t.     |

| Pos. | Corridore         | Squadra  | Tempo    |
| ---- | ----------------- | -------- | -------- |
| 1    | Robbie McEwen     | Rabobank | 7h45'16" |
| 2    | Giovanni Lombardi | Telekom  | a 1"     |
| 3    | Fabrizio Guidi    | Scrigno  | a 3"     |

### 3ª tappa
- 8 agosto: Nordborg > Haderslev – 118 km

| Pos. | Corridore      | Squadra     | Tempo    |
| ---- | -------------- | ----------- | -------- |
| 1    | Christian Henn | Telekom     | 2h37'28" |
| 2    | Michael Skelde | P.S.V. Köln | a 2"     |
| 3    | Juris Silovs   | Schauff     | a 11"    |

| Pos. | Corridore         | Squadra  | Tempo     |
| ---- | ----------------- | -------- | --------- |
| 1    | Giovanni Lombardi | Telekom  | 10h22'55" |
| 2    | Fabrizio Guidi    | Scrigno  | a 3"      |
| 3    | Robbie McEwen     | Rabobank | s.t.      |

### 4ª tappa
- 8 agosto: Middelfart > Middelfart (cron. individuale) – 19 km

| Pos. | Corridore        | Squadra | Tempo  |
| ---- | ---------------- | ------- | ------ |
| 1    | Uwe Peschel      | Schauff | 22'32" |
| 2    | Servais Knaven   | TVM     | a 2"   |
| 3    | Michael Sandstød |         | a 14"  |

| Pos. | Corridore             | Squadra   | Tempo     |
| ---- | --------------------- | --------- | --------- |
| 1    | Servais Knaven        | TVM       | 10h45'50" |
| 2    | Peter Meinert Nielsen | US Postal | a 11"     |
| 3    | Jesper Skibby         | TVM       | a 26"     |

### 5ª tappa
- 9 agosto: Kolding > Odense – 235 km

| Pos. | Corridore           | Squadra | Tempo    |
| ---- | ------------------- | ------- | -------- |
| 1    | Jacek Mickiewicz    | Mroz    | 5h34'44" |
| 2    | Alessandro Petacchi | Scrigno | s.t.     |
| 3    | Juris Silovs        | Schauff | s.t.     |

| Pos. | Corridore             | Squadra   | Tempo     |
| ---- | --------------------- | --------- | --------- |
| 1    | Servais Knaven        | TVM       | 16h20'34" |
| 2    | Peter Meinert Nielsen | US Postal | a 11"     |
| 3    | Bjarne Riis           | Telekom   | a 25"     |

### 6ª tappa
- 10 agosto: Slagelse > Frederiksberg – 153 km

| Pos. | Corridore         | Squadra  | Tempo    |
| ---- | ----------------- | -------- | -------- |
| 1    | Giovanni Lombardi | Telekom  | 3h27'01" |
| 2    | Leon van Bon      | Rabobank | s.t.     |
| 3    | Robbie McEwen     | Rabobank | s.t.     |

| Pos. | Corridore             | Squadra   | Tempo     |
| ---- | --------------------- | --------- | --------- |
| 1    | Servais Knaven        | TVM       | 19h47'35" |
| 2    | Peter Meinert Nielsen | US Postal | a 10"     |
| 3    | Jesper Skibby         | TVM       | a 24"     |

## Classifiche finali

### Classifica generale
| Pos. | Corridore             | Squadra                | Tempo     |
| ---- | --------------------- | ---------------------- | --------- |
| 1    | Servais Knaven        | TVM-Farm Frites        | 19h47'35" |
| 2    | Peter Meinert Nielsen | US Postal Service      | a 10"     |
| 3    | Jesper Skibby         | TVM-Farm Frites        | a 24"     |
| 4    | Bjarne Riis           | Team Deutsche Telekom  | a 27"     |
| 5    | Adriano Baffi         | US Postal Service      | a 34"     |
| 6    | Brian Holm            | Team Deutsche Telekom  | a 36"     |
| 7    | Dariusz Baranowski    | US Postal Service      | s.t.      |
| 8    | Leon van Bon          | Rabobank               | a 44"     |
| 9    | Giovanni Lombardi     | Team Deutsche Telekom  | a 49"     |
| 10   | Volker Ordowski       | Schauff-Schelbronn-RSV | a 59"     |